# Sourcesup
SourceSup est une plateforme de gestion de logiciels destinée aux établissements de recherche et d'enseignement supérieur (France). Elle est gérée par le groupement d'intérêt public RENATER et permet de rendre publics des logiciels dont la licence est libre. Elle permet aussi d'héberger des projets sans les rendre publics.

## Présentation
SourceSup est une plate-forme de gestion de projet destinée aux établissements d'enseignement supérieur (universités, écoles d'ingénieurs...) et aux organismes de recherche français. Les projets hébergés par SourceSup sont des projets de développement de logiciels ayant vocation à être diffusé publiquement ou à usage interne. Un projet peut être public (visible de tous les visiteurs du service) ou privé (visible seulement par les utilisateurs inscrits au projet) le temps d'être affiné avant son passage en visibilité publique.
Cet outil est proposé gratuitement. Il utilise FusionForge et propose les services suivants :
- hébergement et gestion collaborative de sources par Subversion ou Git,
- listes de diffusion,
- forums de discussion,
- outil de rapport de bugs, de demande de fonctionnalité, de gestion de patch, gestion de tâches, gestion de documentation, gestion de sondages, hébergement de pages web.

## Logiciels hébergés
SourceSup héberge notamment les logiciels suivants :
- Cyberdocs
- Sympa - Gestionnaire de listes de discussions
- MARS - Minimal Architecture for Real-time Simulation
- Bibliopera
- ScientificPython
- Lodel - Logiciel d'édition électronique
- eXtensible MetaGrammar (XMG)
- Kits Web sous Spip pour le CNRS
- Agatte - Logiciel WEB de gestion du Temps de travail à l'Université
- esup - Esup portail

etc.